# AK Rugvica
Auto klub Rugvica, hrvatski automobilistički klub iz Rugvice. Uspješni član kluba je Damir Petrović.
Klub je osnovan radi mladih i starih zaljubljenika u auto i karting šport koji žele sudjelovati na bilo koji način u utrkama i organizaciji utrka.

## Vanjske poveznice
- Facebook AK Rugvica
- Racing.hr[neaktivna poveznica]